# Apex (aéronautique)
Pour les articles homonymes, voir Apex.

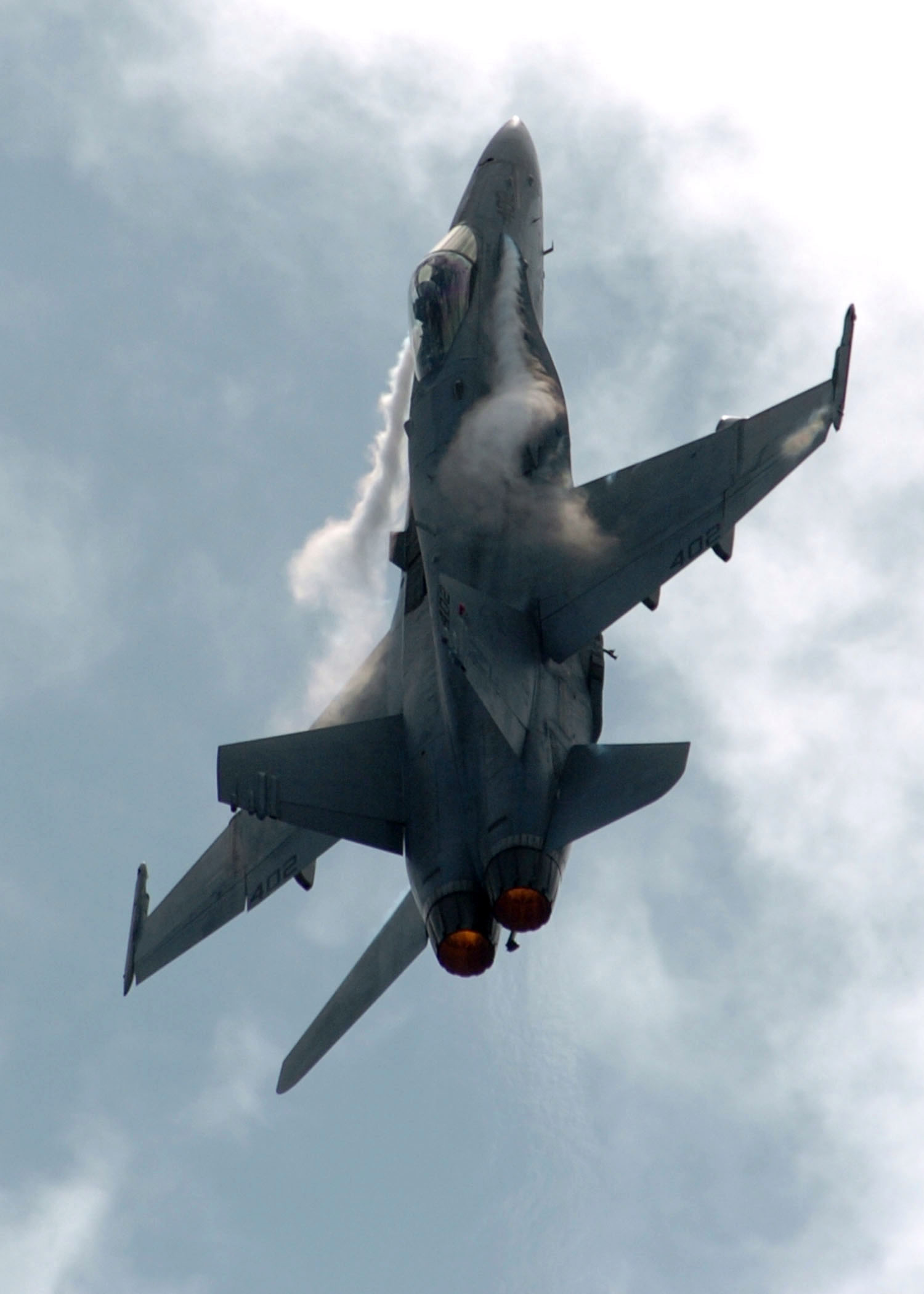
Tourbillons générés par les apex d'un F/A-18 Hornet.

En aéronautique, un apex aussi appelé LEX pour leading-edge extension, est le nom donné à la surface fixe prolongeant l'emplanture d'une aile.
Sur les avions modernes, l'angle de flèche est parfois réduit afin d'améliorer les performances à basse vitesse ; de ce fait, l'incidence de décrochage est diminuée. Afin d'améliorer la portance à forte incidence et accroître ainsi le domaine de vol, certains appareils voient l'emplanture de leurs ailes prolongées par des surfaces fixes. À forte incidence, ces surfaces génèrent de puissants tourbillons qui, en atteignant l'aile, créent une force de portance dite portance tourbillonnaire.